# Gunter E. Grimm
Gunter E. Grimm (* 21. April 1945 in Bad Wurzach; † 2. Mai 2025) war ein deutscher Literaturwissenschaftler und Hochschullehrer.

## Leben
Nach dem Schulbesuch in Esslingen am Neckar und in Stuttgart mit Abitur 1964 studierte Grimm Germanistik und Geschichte in Tübingen. Er promovierte 1970 und habilitierte sich 1981 mit der Untersuchung Literatur und Gelehrtentum in Deutschland. Nach Lehrstuhlvertretungen in Bielefeld und Gießen und einer Gastprofessur an der Washington University in St. Louis/Missouri war er von 1983 bis 1987 Professor an der Eberhard Karls Universität in Tübingen und von 1988 bis 1994 an der Julius-Maximilians-Universität in Würzburg. 1994 übernahm er den Lehrstuhl für Neuere Deutsche Literatur an der Gerhard-Mercator-Universität in Duisburg bzw. ab 2004 an der fusionierten Universität Duisburg-Essen in Essen bis zu seiner Emeritierung (2010). Er war Mitglied zahlreicher wissenschaftlicher Gesellschaften und Verbände.
Außer seiner Lehrtätigkeit initiierte und führte er verschiedene Forschungsprojekte durch, etwa das dreijährige, 1999–2002 von der Deutschen Forschungsgemeinschaft geförderte Projekt „Niederlande-Bild und Niederlande-Rezeption in der deutschen Literatur 1800-1945“. Darüber hinaus veranstaltete er Tagungen und Symposien, u. a. im Heinrich-Heine-Institut in Düsseldorf über „Rheinisch. Zum Selbstverständnis einer Region“ (2000), in der Theodor-Heuss-Akademie in Gummersbach über „Politische Gebrauchslyrik im 20. Jahrhundert“ (2005) und in der Wolfsburg in Mülheim an der Ruhr über „Schriftstellerinszenierungen“ (2006).
Seine Schwerpunkte in der Literaturwissenschaft waren Literatur der Aufklärung, insbesondere Johann Gottfried Herder und Gotthold Ephraim Lessing, Wissenschafts- und Mentalitätsgeschichte von der Renaissance bis zur Gegenwart, Literaturtheorie (Ästhetik und Poetik; Rezeptionsforschung, Imagologie), Deutsch-ausländische Literaturbeziehungen (Italien, Niederlande, Orient, Amerika, deutsch-jüdische Literatur, Niederlande-Bild und Niederlande-Rezeption in der deutschen Literatur), Schwarze Romantik, Literatur des 19. und 20. Jahrhunderts, Rheinische Literatur sowie Geschichte der deutschen Lyrik vom Barock bis zur Gegenwart. Aus imagologischen, rezeptions-, mentalitäts- und sozialgeschichtlichen Ansätzen entwickelte er eine funktionsgeschichtliche Betrachtung von Literatur. Neben den wissenschaftlichen Publikationen veröffentlichte er zahlreiche Artikel und Beiträge in Handbüchern und Sammelwerken. In der „Stuttgarter Zeitung“ war er zwischen 1989 und 2004 als Buch- und Fernsehkritiker tätig sowie als Verfasser von Feuilletons und Reportagen.
Neben der wissenschaftlichen Publikationsarbeit fungierte er als Mitherausgeber der Arbeitsbücher zur Literaturgeschichte. Epoche – Werk – Wirkung (1975–2013, 29 Bände), der Einführungen Germanistik (2003–2017, 49 Bände), der Reihe Literatur und Medien und als Alleinherausgeber der Reihe Literatur kompakt (2012–2022, 22 Bände).
Grimm war Herausgeber und Autor des Internetportals Goethezeit (seit 2005, zusammen mit Georg Jäger, Danica Krunic und Martin Huber) und des Internetportals Nibelungenrezeption (seit 2002), das sich der Rezeption des Nibelungenstoffs in Literatur, Kunst, Film, Politik und Wissenschaft von der Frühen Neuzeit bis zur Gegenwart widmet.
Er verstarb im Mai 2025 in Düsseldorf.

## Publikationen (Auswahl)
Als Autor 
- Die Hiobdichtung Karl Wolfskehls. Eine Interpretation. Bouvier & Co-Verlag, Bonn 1972, ISBN 3-416-00800-6.
- Rezeptionsgeschichte. Grundlegung einer Theorie. Fink-Verlag, München 1977, ISBN 3-7705-1531-5.
- Literatur und Gelehrtentum in Deutschland. Untersuchungen zum Wandel ihres Verhältnisses vom Humanismus bis zur Frühaufklärung. Niemeyer-Verlag, Tübingen 1983, ISBN 3-484-18075-7.
- mit W. Erhart und U. Breymayer: ‘Ein Gefühl von freierem Leben’. Deutsche Dichter in Italien. Metzler-Verlag, Stuttgart 1990, ISBN 3-476-00710-3.
- Letternkultur. Antigelehrtes Dichten und Wissenschaftskritik zwischen Renaissance und Sturm und Drang. Niemeyer-Verlag, Tübingen 1998, ISBN 3-484-35060-1.
- Friedrich Dürrenmatt. Tectum-Verlag, Marburg 2013, ISBN 978-3-8288-3118-6.
- Zwischentöne. Stationen der deutschen Lyrik. Tectum Verlag, Marburg 2015, ISBN 978-3-8288-3487-3.
- Moderne Lyriker. Benn – Brecht – Enzensberger. Tectum Verlag, Baden-Baden 2019, ISBN 978-3-8288-4264-9.

 Als Herausgeber 
- Literatur und Leser. Theorien und Modelle zur Rezeption literarischer Werke. Reclam-Verlag, Stuttgart 1975, ISBN 3-15-010250-2.
- Satiren der Aufklärung. Reclam-Verlag, Stuttgart 1975, ISBN 3-15-009777-0.
- Justinus Kerner. Ausgewählte Werke. Reclam-Verlag, Stuttgart 1981, ISBN 3-15-023857-9 bzw. ISBN 3-15-003857-X.
- mit H. P. Bayerdörfer: Im Zeichen Hiobs. Jüdische Schriftsteller und deutsche Literatur im 20. Jahrhundert. Athenäum-Verlag, Königstein 1985, ISBN 3-7610-8304-1.
- Gotthold Ephraim Lessing: Sämtliche Gedichte. Reclam-Verlag, Stuttgart 1987, ISBN 3-15-000028-9.
- Gedichte und Interpretationen. Deutsche Balladen. Reclam-Verlag, Stuttgart 1988, ISBN 3-15-008457-1.
- Italien-Dichtung. 2 Bände. Reclam-Verlag, Stuttgart 1988, ISBN 3-15-030004-5.
- mit F. R. Max: Deutsche Dichter. Leben – Werk – Wirkung. 8 Bände. Reclam-Verlag, Stuttgart 1988–1990. (einbändige Ausgabe Stuttgart 1993, ISBN 3-15-010388-6)
- Metamorphosen des Dichters. Das Selbstverständnis deutscher Schriftsteller von der Aufklärung bis zur Gegenwart. Fischer-Verlag, Frankfurt am Main 1992, ISBN 3-596-10722-9.
- Johann Gottfried Herder: Werke. Band 2: Literarische und ästhetische Schriften (1768-81). Deutscher Klassiker-Verlag, Frankfurt am Main 1993, ISBN 3-618-60720-2.
- Deutsche Naturlyrik. Vom Barock bis zur Gegenwart. Reclam-Verlag, Stuttgart 1995, ISBN 3-15-059425-1.
- Gotthold Ephraim Lessing: Werke. Band 4 (Schriften 1758–1760). Deutscher Klassiker-Verlag, Frankfurt am Main 1997, ISBN 3-618-61080-7.
- mit B. Kortländer: Rheinisch. Zum Selbstverständnis einer Region. Metzler-Verlag, Stuttgart / Weimar 2001, ISBN 3-476-01843-1. (2. überarb. Auflage. Grupello-Verlag, Düsseldorf 2006, ISBN 3-89978-037-X)
- mit C. Schärf: Schriftsteller-Inszenierungen. Aisthesis-Verlag, Bielefeld 2008, ISBN 978-3-89528-639-1.
- Nibelungen-Gedichte. Ein Lesebuch. Tectum-Verlag, Marburg 2011, ISBN 978-3-8288-2365-5.
- Herzworte. Deutsche Lyrik im Porträt. Lambert Schneider, Heidelberg 2012, ISBN 978-3-650-24224-2.